# Tour der walisischen Rugby-Union-Nationalmannschaft nach Australien 1991
| Tour der Waliser nach Australien 1991 | Tour der Waliser nach Australien 1991 | Tour der Waliser nach Australien 1991 | Tour der Waliser nach Australien 1991 | Tour der Waliser nach Australien 1991 |
| Übersicht                             | S                                     | G                                     | U                                     | N                                     |
| ------------------------------------- | ------------------------------------- | ------------------------------------- | ------------------------------------- | ------------------------------------- |
| Test Matches                          | 1                                     | 0                                     | 0                                     | 1                                     |
| Sonstige Spiele                       | 5                                     | 3                                     | 0                                     | 2                                     |
| Gesamt                                | 6                                     | 3                                     | 0                                     | 3                                     |
|                                       |                                       |                                       |                                       |                                       |
| Australien                            | 1                                     | 0                                     | 0                                     | 1                                     |

Die Tour der walisischen Rugby-Union-Nationalmannschaft nach Australien 1991 umfasste eine Reihe von Freundschaftsspielen der walisischen Rugby-Union-Nationalmannschaft. Sie reiste im Juni und Juli 1991 durch Australien und bestritt während dieser Zeit sechs Spiele. Darunter war ein Test Match gegen die australische Nationalmannschaft, das mit einer deutlichen Niederlage endete. Hinzu kamen fünf weitere Spiele gegen regionale Auswahlteams, die in drei Siegen und zwei Niederlagen resultierten.

## Spielplan
- Hintergrundfarbe grün = Sieg
- Hintergrundfarbe rot = Niederlage

(Test Matches sind grau unterlegt; Ergebnisse aus der Sicht von Wales)
| # | Datum         | Gegner                       | Ort         | Stadion             | Ergebnis |
| - | ------------- | ---------------------------- | ----------- | ------------------- | -------- |
| 1 | 30. Juni 1991 | Western Australia            | Perth       | Perry Lakes Stadium | 22:6     |
| 2 | 07. Juli 1991 | Queensland Reds              | Brisbane    | Ballymore Stadium   | 24:35    |
| 3 | 10. Juli 1991 | Australian Capital Territory | Canberra    | Manuka Oval         | 7:3      |
| 4 | 14. Juli 1991 | New South Wales Waratahs     | Sydney      | Concord Oval        | 8:71     |
| 5 | 17. Juli 1991 | Queensland Country           | Rockhampton | Rugby Oval          | 37:7     |
| 6 | 22. Juli 1991 | Australien                   | Brisbane    | Ballymore Stadium   | 6:63     |

## Test Match
| 22. Juli 1991 | Australien | 63 : 6         | Wales                                      | Ballymore Stadium, Brisbane Zuschauer: 19.991 Schiedsrichter: Fred Howard (England) |
| 22. Juli 1991 | Versuche: Campese Egerton Gavin (2) Horan Kearns (2) Little Lynagh (2) Ofahengaue Roebuck Erhöhungen: Lynagh (6) Straftritte: Lynagh | (23:6) Bericht | Straftritte: Thorburn Dropgoals: A. Davies | Ballymore Stadium, Brisbane Zuschauer: 19.991 Schiedsrichter: Fred Howard (England) |

Aufstellungen:
- Australien: David Campese, Tony Daly, John Eales, Bob Egerton, Nick Farr-Jones , Tim Gavin, Tim Horan, Phil Kearns, Jason Little, Michael Lynagh, Rod McCall, Ewen McKenzie, Jeff Miller, Willie Ofahengaue, Marty Roebuck 
 Auswechselspieler: Peter Slattery
- Wales: Paul Arnold, Chris Bridges, Richie Collins, Adrian Davies, Mark Davis, Phil Davies, Ieuan Evans, Steve Ford, Scott Gibbs, Mike Hall, Emyr Lewis, Glyn Llewellyn, Kevin Phillips, Paul Thorburn , Hugh Williams-Jones 
 Auswechselspieler: Tony Clement, David Evans, Gareth Llewellyn